# Sphaeropteris excelsa
Sphaeropteris excelsa (R.Br. ex Endl.) R.M.Tryon, è probabilmente la più grande felce al mondo, della famiglia delle Cyatheaceae. È endemica dell'isola Norfolk.

## Descrizione

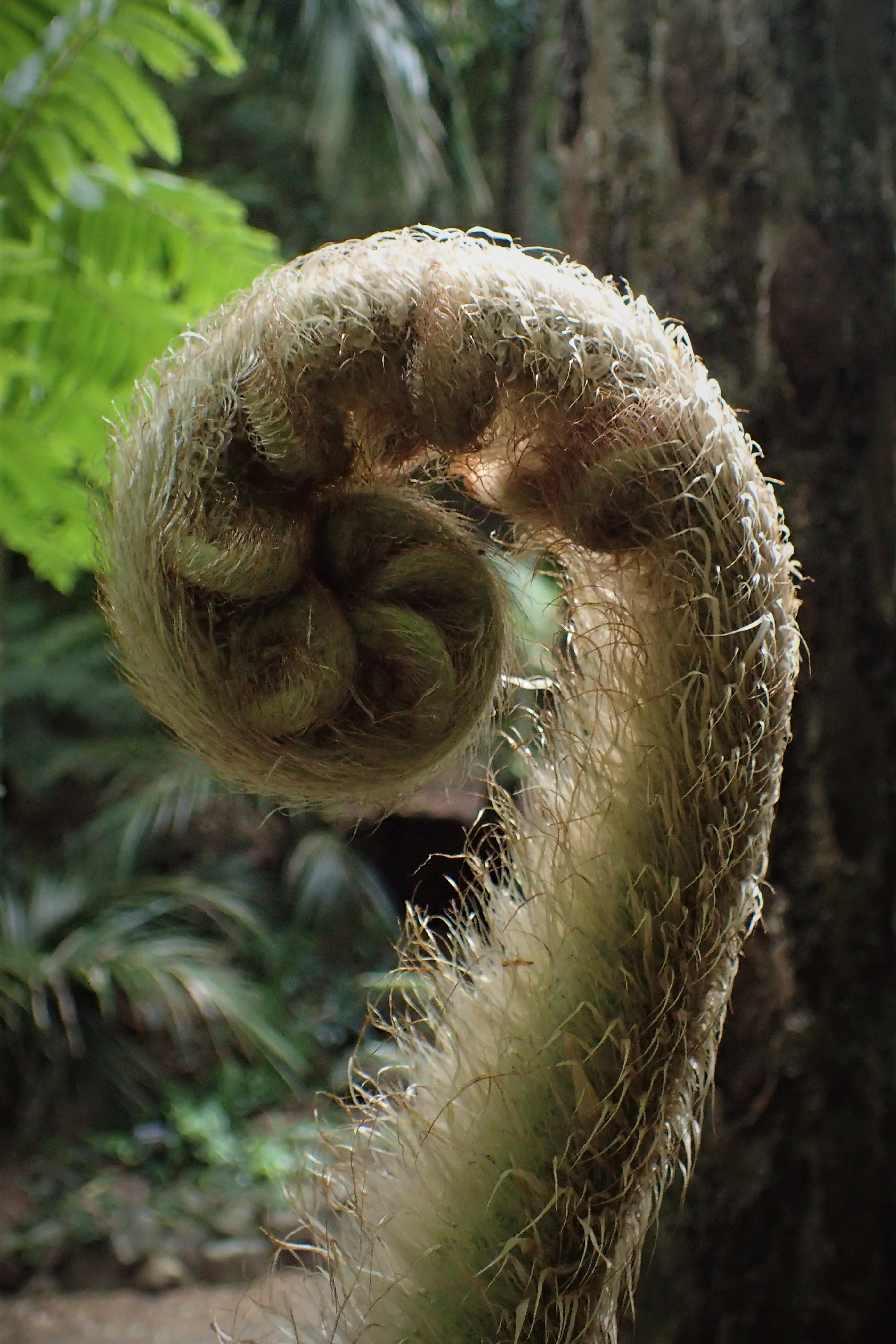
Germoglio di S. excelsa

Nel suo habitat naturale, Sphaeropteris excelsa può raggiungere 20 m o più di altezza. Le fronde larghe, lanceolate, bipennate-pennatifide o tripennate possono raggiungere i 5 m di lunghezza. Il fusto è lungo e presenta una linea di trattini bianchi, simili a punti, lungo tutta la sua lunghezza. Il rachide e il fusto sono ricoperti da squame di colore bianco-marrone e di colore arancione-marrone più scuro. Il tronco può diventare liscio con l'età e può presentare cicatrici ovali lasciate dalle fronde cadute.

## Distribuzione e habitat
Sphaeropteris excelsa cresce spontaneamente nelle foreste pluviali subtropicali dell'isola Norfolk.